# Enteogen

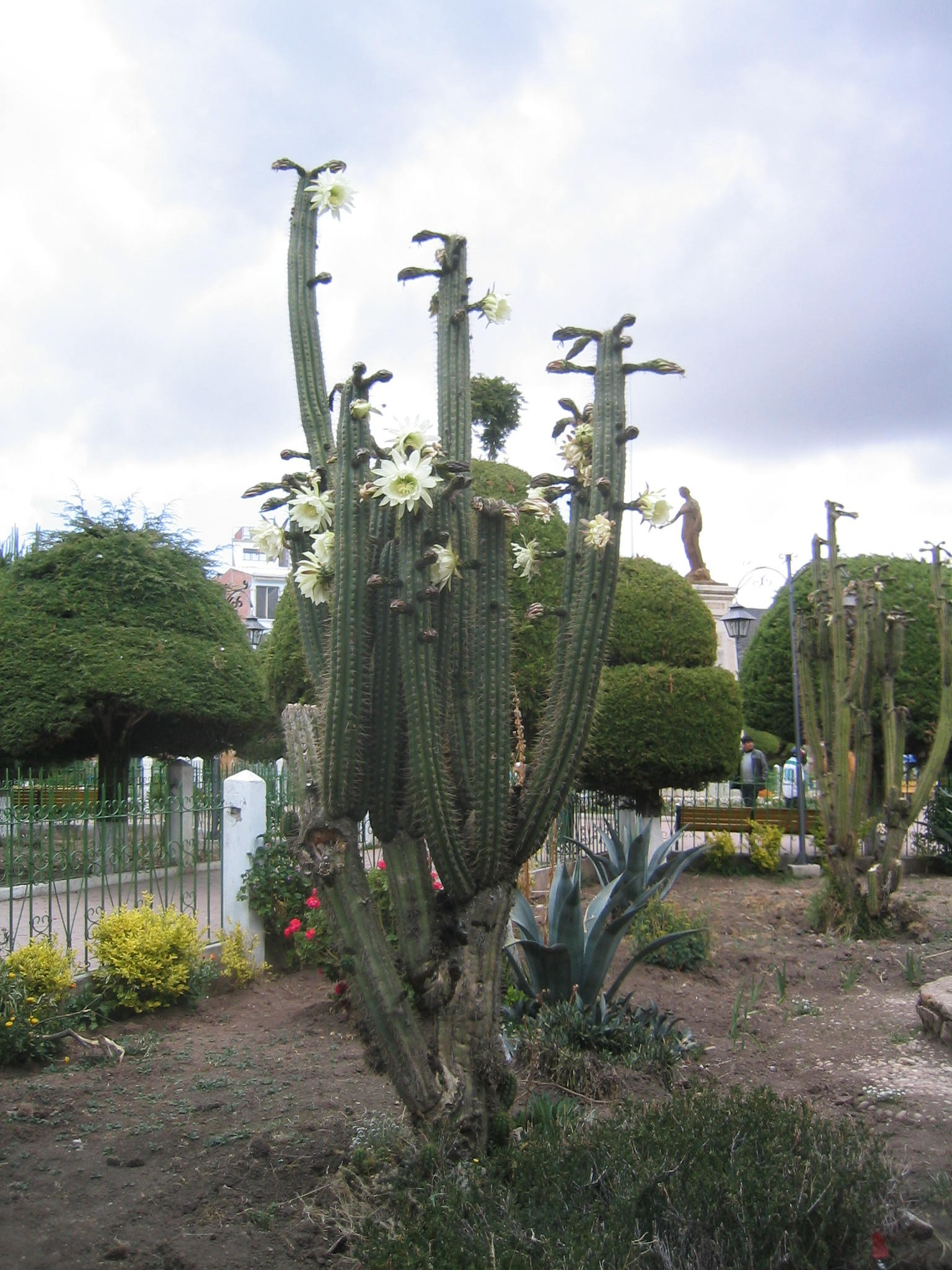
Blommande San Pedro, en enteogenisk kaktus som har använts i över 3 000 år. Idag extraheras majoriteten av meskalin från kolonnkaktusar, inte sårbar peyote

Strukturen av meskalin.

Enteogener är traditionella naturmediciner med hallucinogena egenskaper som används i ett religiöst, psykoterapeutiskt, schamanistiskt, eller andligt sammanhang. Enteogener är komplement till olika metoder för transcendens, bland annat meditation, psykonautik, konstprojekt, och (tidigare laglig) psykedelisk terapi.

## Bakgrund
Ordet enteogen kommer från de grekiska orden ἔνθεος (entheos), som betyder ’uppfylld av gud, inspirerad’, och γενέσθαι (genesthai), som betyder ’blivit till, skapats’. Betydelsen är ungefär "att känna gud", och syftar på vissa drogers egenskaper att framkalla känslor av gudsnärvaro hos den som tagit drogen.
Termen kom till 1979 av en grupp etnobotanister och mytologer (Carl A. P. Ruck, Jeremy Bigwood, Danny Staples, Richard Schultes, Jonathan Ott och R. Gordon Wasson) som inte tyckte att orden hallucinogener och psykedelia var tillräckliga, eftersom alla hallucinogena eller psykedeliska droger inte skapar denna gudsnärvaro och att enteogen främst skall användas för de droger som använts rituellt i flera hundra år.
Betydelsen av orden enteogen definieras av Carl A. P. Ruck som:
| ” | In a strict sense, only those vision-producing drugs that can be shown to have figured in shamanic or religious rites would be designated entheogens, but in a looser sense, the term could also be applied to other drugs, both natural and artificial, that induce alterations of consciousness similar to those documented for ritual ingestion of traditional entheogens.. | „ |

## Droger som anses vara enteogener

### Forntida etnobotaniska organismer
- Afrikansk drömrot (Silene capensis)
- Ayahuasca (inkluderar alltid Banisteriopsis caapi)
- Belladonna (Atropa belladonna)
- Blomman för dagen (Ipomoea tricolor)
- Blå egyptisk vattenlotus (Nymphaea caerulea)
- Boletus manicus
- Brugmansia spp.
- Cannabis spp.
- Datura (tex spikklubba (Datura stramonium))
- Elefantvinda (Argyreia nervosa)
- Flugsvampar
  - Röd flugsvamp (Amanita muscaria)
- Peyotekaktus (Lophophora williamsii)
- Harmal (Peganum harmala)
- Heimia salicifolia
- Iboga (Tabernanthe iboga)
- Peruviansk fackelkaktus (Echinopsis peruviana)
- Psilocybinsvampar, i Sverige:[3]
  - Toppslätskivling (Psilocybe semilanceata)
  - Vissa brokingar (Panaeolus-arter), t.ex. Kantbroking (Panaeolus subbalteatus).
  - Vissa bitterskivlingar (Gymnopilus-arter)
  - Vissa sköldskivlingar (Pluteus-arter), t.ex. Blågrå skölding (Pluteus salicinus)
  - Vissa hättingar (Conocybe-arter)
- Rivea corymbosa
- Profetsalvia (Salvia divinorum)
- San Pedro-kaktus (Echinopsis pachanoi)
- Vilca (Anadenanthera colubrina)
- Virola theiodora
- Yopo (Anadenanthera peregrina)

### Moderna enteogener
- 4-HO-MET
- 2C-B
- 2C-E
- 2C-I
- 2C-T-2
- 2C-T-7
- 2C-I-NBOMe
- 2C-C-NBOMe
- 5-MeO-DMT
- Atropin
- Bufotenin (5-HO-DMT)
- DMT
- DOB
- DPT
- DXM
- Harmalin
- Ibogain
- Ketamin
- LSA
- LSD
- Lustgas
- Meskalin
- MDA
- MDMA
- MiPT
- PCP
- Psilocin/psilocybin
- Salvinorin A
- Skopolamin
- Tetrahydrocannabinol (THC)